# Oxylamia basilewskyi
Oxylamia basilewskyi är en skalbaggsart som beskrevs av Stefan von Breuning 1975. Oxylamia basilewskyi ingår i släktet Oxylamia och familjen långhorningar. Inga underarter finns listade i Catalogue of Life.